# Boys Over Flowers
Boys Over Flowers (Hangul: 꽃보다 남자; Kkotboda Namja) is een Zuid-Koreaanse dramaserie die van 5 januari tot 31 maart 2009 door KBS2 wordt uitgezonden, met in de hoofdrollen Ku Hye-sun, Lee Min-ho, Kim Hyun-joong, Kim Bum, Kim Joon en Kim So-eun.

## Rolverdeling
- Ku Hye-sun - Geum Jan-di
- Lee Min-ho - Goo Jun-pyo
- Kim Hyun-joong - Yoon Ji-hoo
- Kim Sang Bum - So Yi-jung
- Kim Joon - Song Woo-bin
- Kim So-eun - Chu Ga-eul